# The Anthology...So Far
The Anthology...So Far è il diciottesimo album solista di Ringo Starr (la terza raccolta), uscito il 11 febbraio 2001 su etichetta EMG.

## Il disco
Raccolta su 3 cd di canzoni live eseguite dalla All-Starr Band in vari tour, dal 1989 al 2000.
Contiene numerosi inediti (il terzo cd è interamente costituito da inediti, andando a formare in pratica un altro album live di Ringo).
L'album è stato ripubblicato nel 2004 in edizione "deluxe".

## Tracce

### CD 1
1. It Don't Come Easy (da Ringo Starr and His All-Starr Band...) – 3:15 (Ringo Starr)
2. The No-No Song (da Ringo Starr and His All-Starr Band...) – 3:30 (Ringo Starr)
3. Iko Iko (da Ringo Starr and His All-Starr Band...) – 6:09 (Dr John)
4. The Weight (da Ringo Starr and His All-Starr Band...) – 5:57 (Levon Helm)
5. Honey Don't (da Ringo Starr and His All-Starr Band...) – 2:39 (Ringo Starr)
6. Quarter to Three (da Ringo Starr and His All-Starr Band...) – 3:54 (Clarence Clemons)
7. Raining in My Heart (da Ringo Starr and His All-Starr Band...) – 5:20 (Rick Danko)
8. Will It Go Round in Circles (da Ringo Starr and His All-Starr Band...) – 4:21 (Billy Preston)
9. Life in the Fast Lane (da Ringo Starr and His All-Starr Band...) – 6:47 (Joe Walsh)
10. Desperado (da Ringo Starr and His All Starr Band Volume 2: Live from Montreux) – 2:58 (Joe Walsh)
11. Norwegian Wood (inedito dal tour del 1997) – 2:54 (Peter Frampton)
12. Walking Nerve (da Ringo Starr and His All Starr Band Volume 2: Live from Montreux) – 4:28 (Nils Lofrgen)
13. Boris the Spider (da Ringo Starr and His Third All-Starr Band-Volume 1) – 2:41 (John Entwistle)
14. You're Sixteen (da Ringo Starr and His All-Starr Band...) – 3:14 (Ringo Starr)
15. Photograph (da Ringo Starr and His All-Starr Band...) – 4:21 (Ringo Starr)

### CD 2
1. The Really Serious Introduction – 2:00 (Quincy Jones) – da Ringo Starr and His All Starr Band Volume 2: Live from Montreux
2. I'm the Greatest – 3:29 (Ringo Starr) – da Ringo Starr and His All Starr Band Volume 2: Live from Montreux
3. Don't Go Where the Road Don't Go – 4:28 (Ringo Starr) – da Ringo Starr and His All Starr Band Volume 2: Live from Montreux
4. I Can't Tell You Why – 5:10 (Timothy B. Schmidt) – da Ringo Starr and His All Starr Band Volume 2: Live from Montreux
5. Girls Talk – 3:30 (Dave Edmunds) – da Ringo Starr and His All Starr Band Volume 2: Live from Montreux
6. People Got to Be Free – 4:53 (Felix Cavaliere) – da Ringo Starr and His Third All-Starr Band-Volume 1
7. Groovin' – 4:58 (Felix Cavaliere) – Inedito dal tour del 1995
8. Act Naturally – 2:42 (Ringo Starr) – Inedito dal tour del 1995
9. Takin' Care of Business – 3:29 (Randy Bachman) – Inedito dal tour del 1995
10. You Ain't Seen Nothin' yet – 3:29 (Randy Bachman) – da Ringo Starr and His Third All-Starr Band-Volume 1
11. In the City – 4:56 (Joe Walsh) – da Ringo Starr and His All Starr Band Volume 2: Live from Montreux
12. Bang the Drum All Day – 3:34 (Todd Rundgren) – da Ringo Starr and His All Starr Band Volume 2: Live from Montreux
13. Black Maria – 5:31 (Todd Rundgren) – da Ringo Starr and His All Starr Band Volume 2: Live from Montreux
14. American Woman – 5:59 (Burton Cummings) – da Ringo Starr and His All Starr Band Volume 2: Live from Montreux
15. Weight of the World – 3:36 (Ringo Starr) – da Ringo Starr and His All Starr Band Volume 2: Live from Montreux
16. Back off Boogaloo – 3:19 (Ringo Starr) – Inedito dal tour del 1995

### CD 3
1. Yellow submarine – 3:30 (Ringo Starr) – Inedito dal tour del 1997
2. Show me the way – 5:06 (Peter Frampton) – Inedito dal tour del 1997
3. Sunshine of your love – 7:45 (Jack Bruce) – Inedito dal tour del 1997
4. I hear you knocking – 2:58 (Dave Edmunds) – Inedito dal tour del 2000
5. Shooting star – 6:02 (Simon Kirke) – Inedito dal tour del 1997
6. Boys – 2:41 (Ringo Starr) – Inedito dal tour del 2000
7. Baby I love your way – 5:13 (Peter Frampton) – Inedito dal tour del 1997
8. A salty dog – 4:45 (Gary Brooker) – Inedito dal tour del 1997
9. I feel free – 3:37 (Jack Bruce) – Inedito dal tour del 1997
10. All right now – 4:37 (Simon Kirke) – Inedito dal tour del 1997
11. I wanna be your man – 3:09 (Ringo Starr) – Inedito dal tour del 1997
12. A whiter shade of pale – 6:20 (Gary Brooker) – Inedito dal tour del 1997
13. Hungry eyes – 3:50 (Eric Carmen) – Inedito dal tour del 2000
14. All by myself – 7:43 (Eric Carmen) – Inedito dal tour del 2000
15. With a little help from my friends – 5:24 (Ringo Starr) – Inedito dal tour del 2000